# Hugo Bode
Hugo Bode (* 26. Juli 1851 in Groß Salze; † 14. Januar 1937) war ein deutscher Pflanzenbauwissenschaftler.
Bode, Sohn eines evang. Pastors,  absolvierte nach dem Besuch des Gymnasiums eine Ausbildung zum Landwirt und war anschließend in der Praxis tätig. Seit 1877 studierte er Landwirtschaft an der Universität Halle und promovierte 1882 bei Julius Kühn mit einer Dissertation über Düngungsprobleme bei Zuckerrüben. Danach pachtete er ein Landgut bei Würzburg, das er zwölf Jahre bewirtschaftete. 1895 kehrte er an die Universität Halle zurück und arbeitete als wissenschaftlicher Assistent bei Julius Kühn. 1902 habilitierte er sich hier mit einem betriebswirtschaftlichen Thema.
1905 wurde Bode zum außerordentlichen Professor für Landwirtschaft an der Universität Halle ernannt. Bis zu seiner Emeritierung im Jahre 1921 verwaltete er ein Extraordinariat für Bodenkunde, Düngung und Bakteriologie. Gleichzeitig leitete er das landwirtschaftlich-physiologische Laboratorium des Landwirtschaftlichen Instituts der Universität. In dieser Funktion  beschäftigte er sich mit chemisch-physikalischen Untersuchungen zur Bewertung von Ackerböden. Außerdem verbesserte er die Methodik zur Bestimmung der Stärke in Kartoffeln. Neben seiner Tätigkeit als Hochschullehrer engagierte er sich als Berater in der landwirtschaftlichen Praxis. Zwei wissenschaftshistorisch beachtenswerte Beiträge publizierte er in der Zeitschrift „Kühn-Archiv“.

## Schriften (Auswahl)
- Ueber die Beziehungen zwischen Düngung und Zusammensetzung der Zuckerrüben. Diss. phil. Halle-Wittenberg 1882.
- Die Erhaltung der Bodenkraft im Pachtvertrage. Habil.-Schr. Halle-Wittenberg 1902.
- Vom Geist Julius Kühns. In: Kühn-Archiv Bd. 3, 1913, S. 117–127.
- Die Behandlung der landwirtschaftlichen Bodenlehre im Hochschulunterricht. In: Kühn-Archiv Bd. 5, 1914, S. 423–450.